# Sasia africana
Sasia africana е вид птица от семейство Picidae.

## Разпространение
Видът е разпространен в Ангола, Габон, Гана, Екваториална Гвинея, Камерун, Демократична република Конго, Република Конго, Кот д'Ивоар, Либерия, Уганда и Централноафриканската република.